# Phạm Kha (xã)
Phạm Kha là một xã thuộc huyện Thanh Miện, tỉnh Hải Dương, Việt Nam.

## Vị trí Địa Lý
Xã Phạm Kha có diện tích 5.08 km², dân số năm 1999 là 7018 người, mật độ dân số đạt 1381 người/km².
Vị trí địa lý: Hướng đông giáp xã Phạm Trấn, huyện Gia Lộc.Phía tây giáp xã Thanh Tùng, xã Đoàn Tùng, huyện Thanh Miện. Hướng nam giáp xã Lam Sơn, huyện Thanh Miện. Hướng bắc giáp xã Cổ Bì, huyện Bình Giang.
Xã Phạm Kha gồm 4 thôn: thôn Đỗ Lâm Thượng(Đỗ Thượng), Đỗ Lâm Hạ(Đỗ Hạ), Hàn Lâm, Đạo Phái.

## Lịch sử
Xã Phạm Kha trước đây tên cũ là xã Đỗ Lâm, tổng Đoàn Lâm, phủ Ninh Giang, trấn Hải Dương, (thời Lê có tên là xã Đỗ Tùng, huyện Gia Phúc, Hồng Châu). Tháng 11-1945 xã đổi tên là Duy Tân. Tháng 3-1947 đổi tên sang Phạm Kha, mang tên đồng chí Phạm Văn Kha, người con quê hương đã tham gia cách mạng, đi Nam tiến đầu tiên
Xã Phạm Kha có 4 thôn (Đỗ Thượng, Đỗ Hạ, Hàn Lâm (Mè), Đạo Phái) với lịch sử hàng nghìn năm (theo trích dẫn trong gia phả dòng họ Vũ). Phạm Kha có một số nét nổi bật như, có tới 4 ngôi đình cổ (đúng là có 4 ngôi đình cổ thuộc 4 thôn như trên, nhưng ngôi đình của thôn Hàn Lâm với vị trí phong thủy rất tốt đã bị phá tan tành trong thời kỳ gọi là cách mạng văn hóa---> do thời kỳ đó thôn này có nhiều người làm cốt cán trên xã nên phải phá để làm gương, thật xót xa!, nay nhân dân trong thôn đang trùng tu xây dựng lại ngôi đình mới với diện tích tổng thể 1600m2, phần đình chính 230m2, ba gian hai dĩ, một hậu cung. mặt bằng tổng thể hình chữ Nhị) và 4 ngôi chùa (có 4 ngôi chùa ở 4 thôn, riêng ngôi chùa ở thôn Hàn Lâm là to và bề thế nhất, còn được gọi là chùa trình và ai đi qua phải vào ngôi chùa này trước khi sang chùa Bà Dâu lễ) đồng thời cũng có một nhà thờ thiên chúa giáo rất to.
Xã Phạm Kha cũng là quê hương của Nguyễn Dữ, tác giả của Truyền Kỳ Mạn Lục "Thiên Cổ kì bút".

## Hiện Tại
Nghề nghiệp chính của người dân nơi đây là làm nông nghiệp và trồng rau.
Là một xã thuần nông nhưng kinh tế của người dân nơi đây tương đôi khá trong vùng, vì người dân rất chịu khó và làm những loại rau ngắn ngày kinh tế cao như Hành hoa, mùi, húng....Xã Phạm Kha đã đạt chuẩn nông thôn mới từ tháng 4 năm 2016.
Tuy là một xã thuần nông, nhưng người dân nơi đây rất là chăm học, Có thể nói là một trong những xã có số lượng các cháu đỗ Đại học và Cao đẳng cao nhất huyện Thanh Miện thời gian qua.Toàn xã Phạm Kha đến năm 2015 đã có hàng trăm người tốt nghiệp đại học trên đại học, trưởng thành trên nhiều lĩnh vực. Trong đó có 14 tiến sĩ, 02 thứ trưởng, 01 giáo sư, 02 phó giáo sư, 01 nhà giáo ưu tú, 14 đại tá, 07 thượng tá.....
Đây là một số hình ảnh về lễ hội làng Đỗ Lâm (Bao gồm Đỗ Thượng và Đỗ Hạ).

## Di tích
Xã Phạm Kha có 2 ngôi đình cùng thờ một vị tướng nhà Đinh là đình Đỗ Lâm Thượng và đình Đỗ Lâm Hạ.
- Đình làng Đỗ Lâm Thượng và Đình làng Đỗ Lâm Hạ thờ Lý Trí Thắng, Tả đạo binh nhung kiêm Tham tán mưu sự, có công giúp Đinh Bộ Lĩnh đánh dẹp 12 sứ quân, được giao nhậm chức ở Hoan Châu, 3 năm sau được vời về triều phong chức Chưởng ấn nội các. Khi Lê Hoàn lên ngôi, Lý Trí Thắng lại tập hợp lực lượng hợp sức với Đinh Điền, Nguyễn Bặc chiến đấu để giữ ngôi báu của nhà Đinh.
- Hàng năm, tại di tích đình Đỗ Hạ và đình Đỗ Thượng đều diễn ra hai kỳ lễ hội. Lễ hội kỷ niệm ngày sinh được tổ chức vào ngày mùng 10 tháng Giêng. Lễ hội kỷ niệm ngày mất được tổ chức vào ngày mùng 10 tháng 8. Trong hai kỳ lễ hội đó, lễ hội tháng Giêng thường là lễ hội lớn nhất trong năm. Dưới thời phong kiến, lễ hội tại di tích diễn ra từ ngày mùng 6 đến ngày 12 tháng Giêng, là lễ hội lớn nhất của cả vùng.